# Kasteel Karlstein
Kasteel Karlstein (Tsjechisch: hrad Karlštejn) is een veertiende-eeuws gotisch kasteel in Karlštejn in Tsjechië, zo'n 35 kilometer ten zuidwesten van Praag. Het kasteel is gelegen op een driehonderd meter hoge karstheuvel, de Kněží Hora (Nederlands: Priesterberg). Karlstein is vernoemd naar de stichter van het kasteel, Karel IV van het Heilig Roomse Rijk.
Karlstein kwam grotendeels tot stand in de periode 1348-1365. In een van de kapellen bracht de keizer in deze periode verschillende belangrijke relikwieën en kroonjuwelen onder. Karlstein doorstond in 1422 een beleg van de Hussieten en in de zestiende eeuw werd het deels herbouwd in renaissancestijl. In de negentiende eeuw vonden diverse restauraties plaats die het kasteel terug naar de gotiek brachten, al kon de restauratie die tussen 1887-1897 was uitgevoerd wel rekenen op de nodige negatieve kritiek. Het huidige uiterlijk van Karlstein dateert uit deze periode. Sinds 1964 is Karlstein een nationaal cultuurmonument. Dit kasteel is een van de meest bezochte monumenten van Tsjechië. In 2024 bezochten bijna 147.000 mensen Karlstein.
Karlstein bestaat uit vier verschillende kwartieren: het hof van de burggraaf, het keizerlijk paleis, de Mariatoren en de Grote Toren die bijna 37 meter hoog is. De kunstcollectie van de Mariakapel behoort tot de hoogtepunten van de middeleeuwse kunst.

## Geografie
Het kasteel ligt in de regio van de Boheemse Karst waarin veel middeleeuwse kastelen gebouwd werden. De rivier de Berounka, die vlakbij het kasteel loopt, heeft een kloof door het landschap getrokken. Vlakbij het kasteel ligt het gelijknamige dorp Karlštejn, dat ontstaan is uit de plek waar de ambachtslieden woonden die het kasteel aan het bouwen waren. Het dorp heette oorspronkelijk Budňany, naar de houten hutten waarin de bouwers leefden.

## Geschiedenis

### Bouw
Van de voorgeschiedenis van de plek waar het kasteel werd gebouwd is weinig bekend. Het maakte deel uit van de koninklijke bossen en was waarschijnlijk een buitenplaats van het Huis Luxemburg.
Karel IV stichtte Karlstein in 1348. Wie de architect van het kasteel is weten historici niet zeker; onder andere de naam van Fransman Matthieu d'Arras wordt genoemd. Waarschijnlijk speelde Karel IV een belangrijke rol bij het ontwikkelen van de plannen. Het ontwerp van Karlstein was erop gericht dat Karel IV het persoonlijk zou gebruiken in plaats van dat het een militaire fortificatie werd. In 1348 legde de aartsbisschop van Praag de eerste steen van het kasteel. De kleine of Mariatoren kwam in 1361/62 gereed en de Grote Toren drie jaar later. In deze periode begonnen de bouwers ook aan de arcadevleugel aan de westkant. Tot ver in de veertiende eeuw zou er aan Karlstein gebouwd blijven worden. Het kasteel maakte deel uit van een uitgebreid programma van Karel IV om de landen van de Boheemse kroon te verheffen tot een cultureel en politiek centrum in Centraal-Europa.

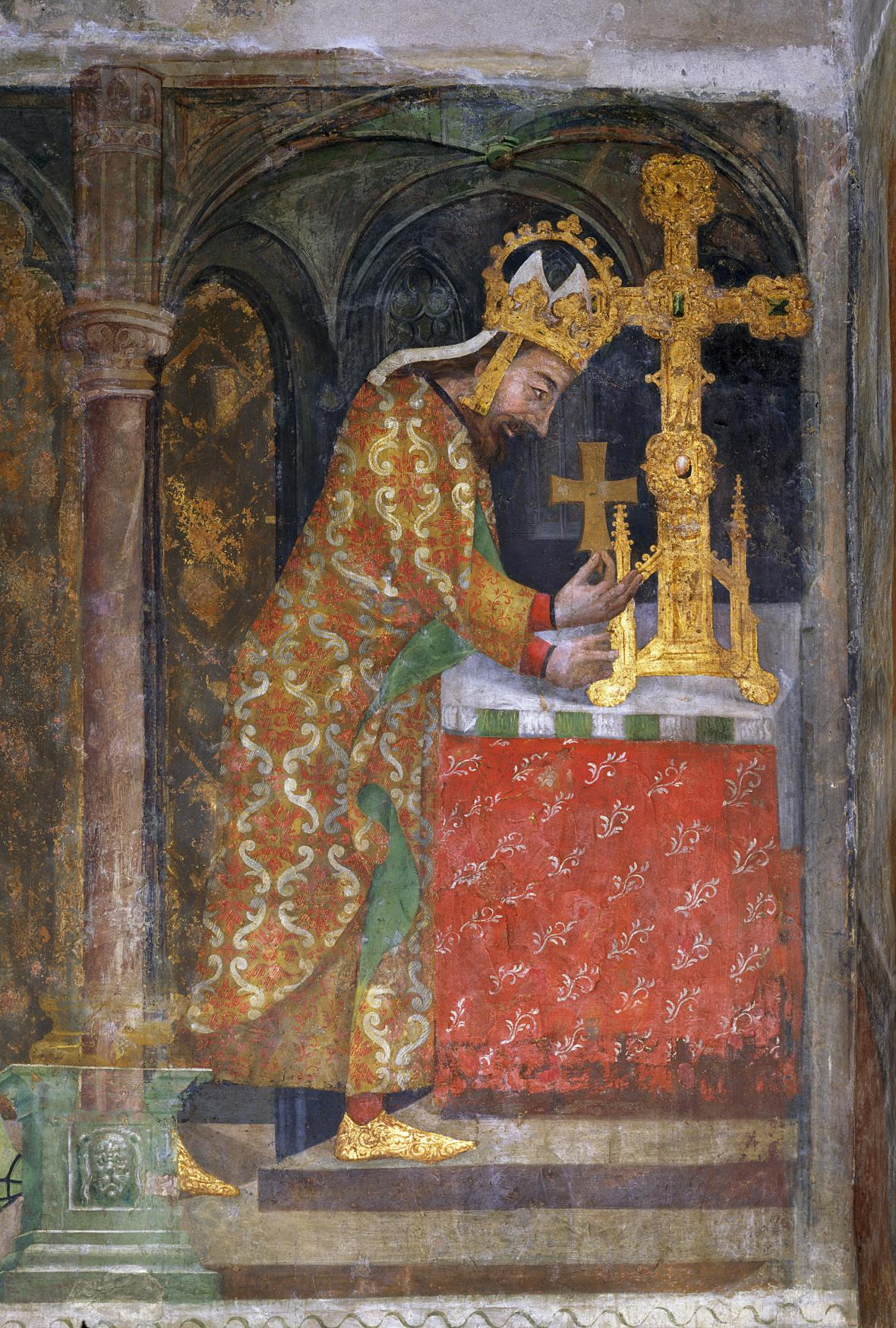
Keizer Karel IV op een fresco in Karlstein

Het is onzeker of Karel IV van begin af aan van plan was om de kroonjuwelen en relikwieën te huisvesten in Karlstein. Sommige historici beargumenteren dat de koning aanvankelijk de juwelen een plek wilde geven in de Maria Hemelvaart en Karel de Grotekerk in Praag. Waarschijnlijk voorzag Karel IV wel een duidelijke politieke rol voor Karlstein vanaf het begin, bijvoorbeeld door het organiseren van grote staatsgebeurtenissen in het kasteel. Pas nadat de koning in 1356 de Passierelikwieën verkreeg begon hij na te denken over een andere rol voor het kasteel. Een jaar later konden gelovigen de relieken vereren in Karlstein.
Karel IV zag zichzelf als priester die als heerser van het Heilige Roomse Rijk geheiligd was door de genade van God. Voor hem waren de keizerlijke regalia en de relikwieën dan ook symbolen van zijn goddelijke roeping en verdienden ze een tehuis van ongekende schoonheid. Het kasteel werd onderhouden door priesters en monniken en was geen fort, maar een beschermd keizerlijk heiligdom dat een sacrale-politieke intentie weerspiegelde. De Boheemse kroniekschrijver Beneš Krabice was in 1365 getuige van de consecratie van de Heilige Kruiskapel en schreef over het kasteel:

Er is geen kasteel of kapel waar ook ter wereld die zo'n kostbaar werk kan evenaren, en terecht, want binnen de muren bewaarde het de keizerlijke insignes en schatten van het hele koninkrijk...

### Vijftiende eeuw

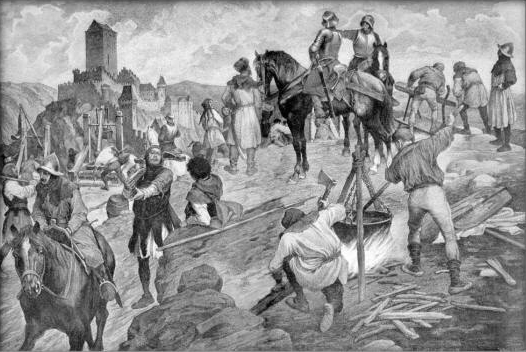
Het beleg van Karlstein, getekend door Věnceslav Černý.

Na de uitbraak van de Hussietenoorlogen liet Sigismund van Luxemburg, zoon van Karel IV, de keizerlijke en Boheemse kroonjuwelen naar Praag overbrengen voor zijn kroning. De Boheemse juwelen werden teruggebracht naar het kasteel, maar de keizerlijke kroonjuwelen kwamen via Hongarije in Neurenberg terecht en zouden nooit meer naar Karlstein terugkeren. Na het beleg van Žatec in 1421 besloten de Hussieten om Karlstein te belegeren. Het kasteel was voor de katholieken niet alleen belangrijke vanwege de relikwieën die er lagen, maar het was ook militair gezien strategisch een belangrijke plek. Op 20 mei 1422 begon het Hussietische leger onder leiding van Sigismund Korybut het beleg. Zowel de pogingen om het kasteel te bombarderen als om het te bestormen mislukten. De belegeraars zouden vervolgens ook hebben getracht om het kasteel tot overgave te dwingen door lijken en vaten met mest het kasteel in te slingeren met hun trebuchets. Op 8 november 1422 sloot het moegestreden garnizoen met de eveneens moegestreden belegeraars een wapenstilstand voor een jaar. De Hussieten zouden niet nogmaals een poging doen om Karlstein te veroveren.
In de vijftiende eeuw onderging Karlstein enkele veranderingen. Zo breidde men het hof van de burggraaf uit, werden diverse houten scheidingswanden verwijderd en werd een muur verwijderd in de Mariakapel.

### Vroegmoderne tijd

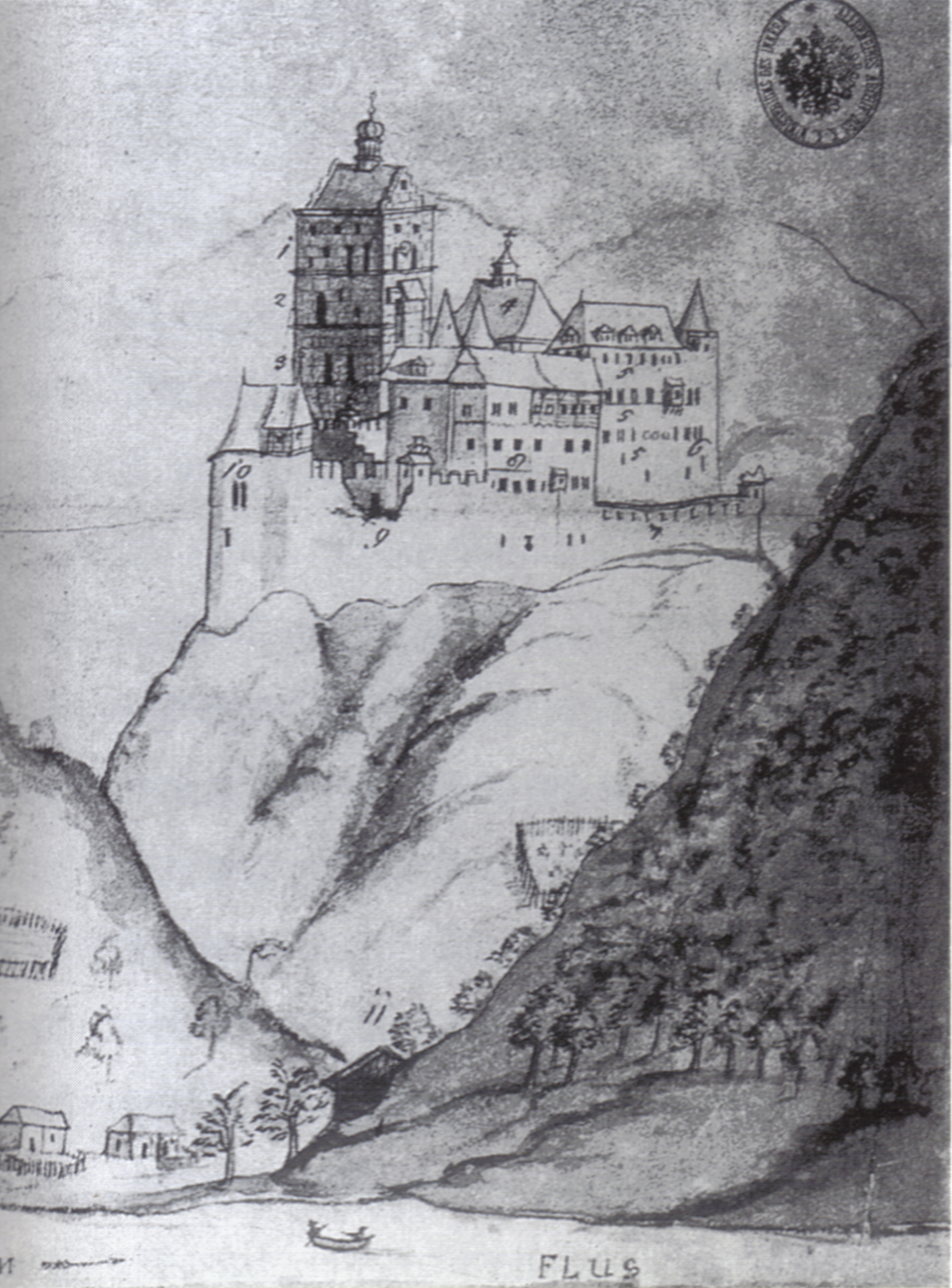
Oudst bekende afbeelding van Karlstein, ca. 1720.

Keizer Rudolf II gaf in 1570 opdracht tot het uitvoeren van reparaties om te voorkomen dat het kasteel zou vervallen. Architect Udalrico Avostalis verbouwde tussen 1579 en 1597 het kasteel in renaissancestijl. Hij voorzag de muren van sgraffito, gaf het kasteel een renaissancegevel en daarnaast verbouwde ook hij het hof van de burggraaf.
Koning Frederik I van Bohemen legerde een garnizoen Engelse soldaten in het kasteel. Na de Slag op de Witte Berg startte Karel I van Liechtenstein in 1620 het beleg van Karlstein, waarop het garnizoen zich overgaf zonder gevecht te leveren. Keizer Ferdinand II schafte de functie van burggraaf per 16 mei 1625 af en liet een aantal relikwieën en de Boheemse kroonjuwelen overbrengen naar de Wensceslauskapel in de Praagse burcht. De keizer verpandde Karlstein een jaar later aan Johan Kawka van Řičan. Vanwege de aanhoudende oorlog bracht deze de laatste relikwieën naar Praag over. Tijdens de Slag om Praag in 1648 veroverden de Zweden het kasteel en plunderden wat er nog restte in Karlstein.
Na de oorlog bewoonden slechts enkele ambtenaren en de deken van het kapittel het kasteel. De laatste deken die er woonde was Franz Ferdinand von Eisenberg (1672-1704). Na het overlijden van keizer Leopold I verkreeg keizerin-weduwe Eleonora van Palts-Neuburg het kasteel als erfenis. Vijftig jaar later schonk keizerin Maria Theresia van Oostenrijk de grond en de opbrengsten van Karlstein aan het nonnenklooster dat ze in de Praagse burcht had gesticht. In deze periode ontstond opnieuw waardering voor Karlstein.

### Negentiende eeuw

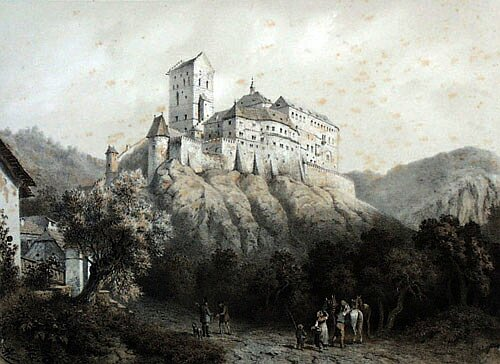
Karlstein omstreeks 1850

Eind achttiende eeuw ontstond er herwaardering voor de kunstschatten van Karlstein, maar dit leidde nog niet tot plannen voor restauratie van het kasteel. Graaf Franz Anton von Kolowrat-Liebsteinsky regelde dat keizer Frans II in 1812 Karlstein bezocht samen met zijn dochter Marie Louise. Het bezoek leidde tot de opdracht het kasteel te restaureren. In de jaren 1815-1818 werden de eerste noodzakelijke reparaties uitgevoerd. De kroning van keizer Ferdinand I van Oostenrijk vormde de aanleiding tot een duurdere en omvangrijkere restauratie in de periode 1837-1840. Daarin herkreeg de Grote Toren het oorspronkelijke gotische uiterlijk. Vanwege het vijfhonderdjarig bestaan van het kasteel werd in 1848 een nationale pelgrimage georganiseerd.
In 1858 waarschuwde de 'Keizerlijke en Koninklijke Centrale Commissie voor Onderzoek en Conservering van Monumenten' voor de slechte staat waarin Karlstein verkeerde, maar zonder resultaat. In 1864 liet de Boheemse regering een rapport opstellen over het belang van het kasteel. De Weense architect Friedrich von Schmidt was een van de schrijvers en stelde dat de vorm van het dak het grootste belang voor het kasteel was door het afstekende silhouet van de toren in de lucht. Hij was dan ook van mening dat het dak van de Grote Toren moest worden opgehoogd en dat andere torens naar hun oorspronkelijke hoogte moesten worden teruggebracht. Schmidt kwam met het voorstel voor een reconstructie zoals eerder was uitgevoerd aan de Wartburg. Het duurde tot 1887 voor de fondsen voor een renovatie waren bijeengebracht.

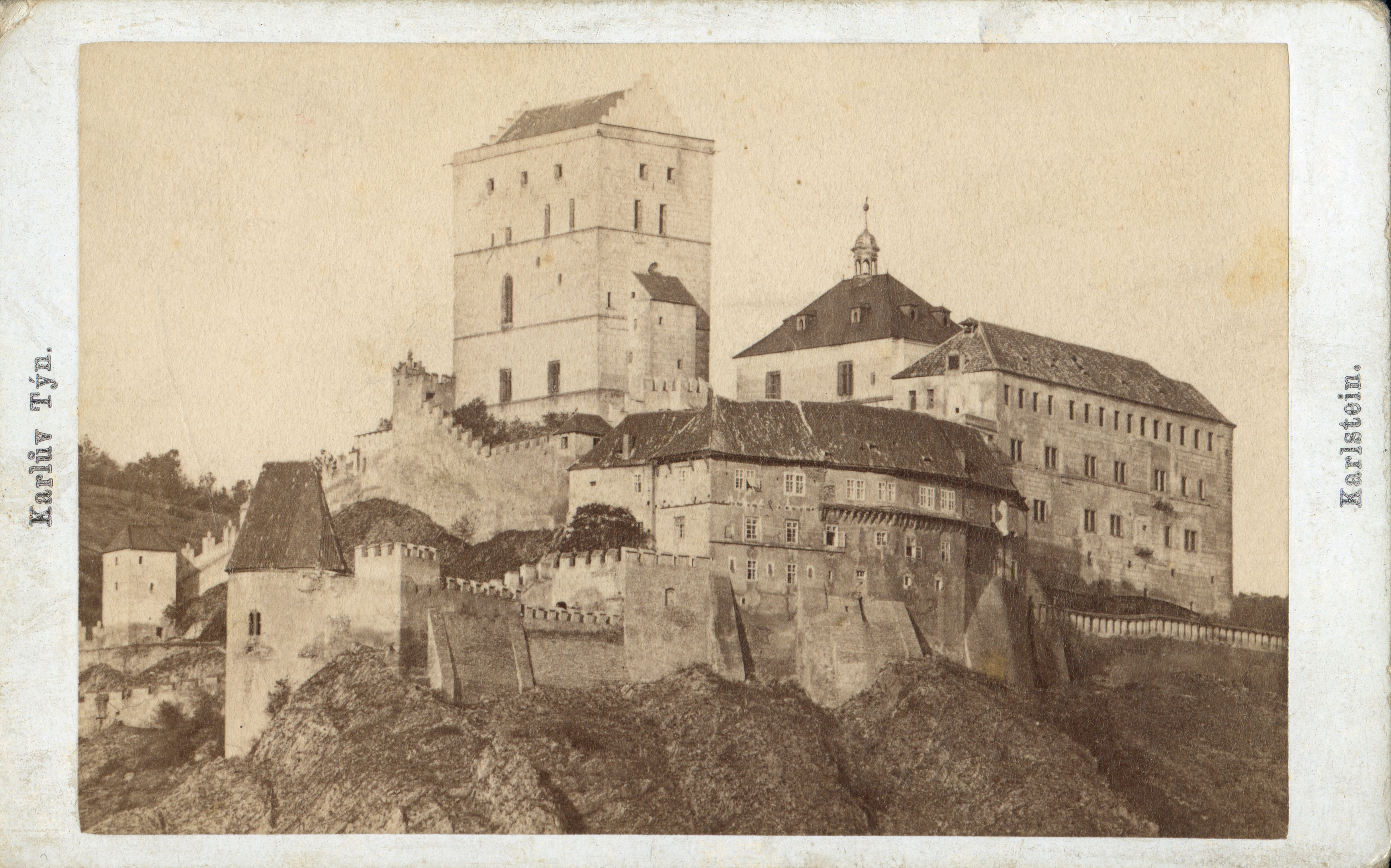
Foto van Karlstein in 1880 waarop onder andere de bovenste verdieping van het keizerlijk paleis nog zichtbaar is.

Als eerste werd de zolder van de Mariatoren aangepakt. Toen uit onderzoek was gebleken dat het stenen metselwerk oorspronkelijk niet doorliep boven de kroonlijst voegde Schmidt een houten gallerijpassage toe aan de toren. Eenzelfde bovenbouw voegde hij ook toe aan de Grote Toren, ondanks dat daarvoor het bewijs ontbrak.
Zijn renovaties van de houten scheidingswanden en van een reeks erkers in het keizerlijk paleis waren echter wel gebaseerd op ontdekkingen die in 1888 waren gedaan. Deze scheidingswanden waren tijdens de verbouwing in de zestiende eeuw verwijderd. In de periode 1887-1991 werden verdiepingen van het kanunnikenhuis en het keizerlijk paleis verwijderd. Ook de zuidelijke muur van het keizerlijk paleis onderging veranderingen door het vervangen en repareren van de ramen. In de Mariakapel werd de scheidingsmuur hersteld tussen de sacristie en de Mariakapel. Josef Mocker, die de restauratie overnam na de dood van Schmidt, voegde ramen en een boog toe aan de westelijke muur van het keizerlijk paleis. Ook werden in 1894 wijzingen aangebracht aan de eerste en tweede kasteelpoort.
De puristische aanpak van Mocker kon rekenen op scherpe aanvallen van buitenaf. De (kunst)historici Max Dvořák en August Sedláček bekritiseerden de reconstructies van Schmidt en Mocker. Zo schreef Dvořák: "De vermeende reconstructie van de oorspronkelijke staat deed afbreuk aan het authentieke karakter en ten koste van de historische en artistieke waarde werd het monument getransformeerd tot een valse antiquarische parodie." Tegenwoordig wordt deze restauratie gezien als een vroeg voorbeeld van monumentenzorg dat ervoor gezorgd heeft dat het kasteel in zijn geheel bewaard is gebleven als monument van grote historische en artistieke waarde.

### Na de Tweede Wereldoorlog

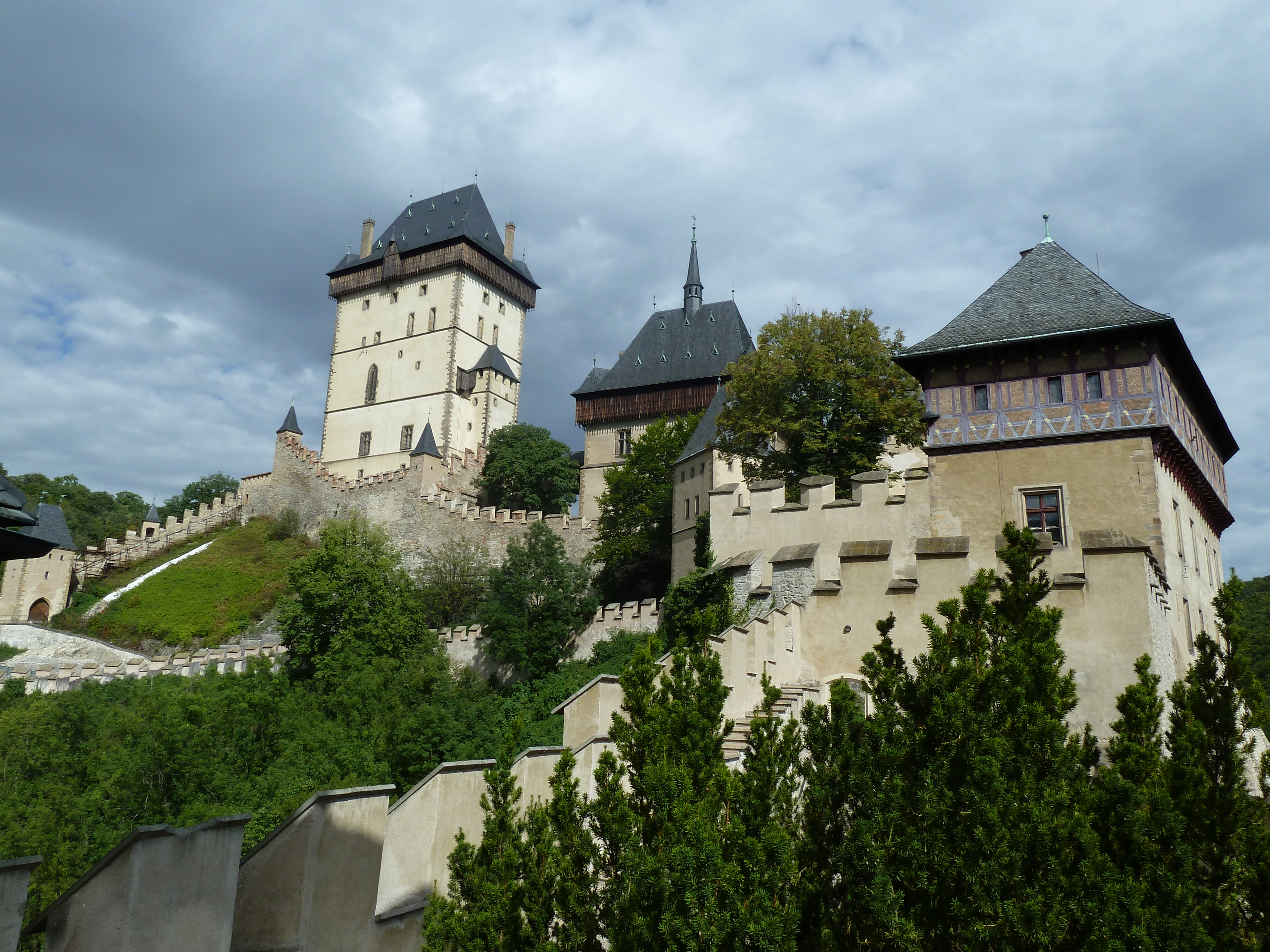
Karlstein in 2013

Het kasteel onderging een nieuwe restauratie vanaf halverwege de jaren 1980. Hierbij werden de daken en de gevels van de Grote Toren hersteld. Het herstel en de vernieuwing van de overige daken duurden tot begin jaren 1990. Tussen 1997 en 2001 volgde de renovatie van de houten plafondconstructies van het Keizerlijk Paleis en beide torens. Het Tsjechische Rijksinstituut voor Oudheden ontving in 2005 een Europa Nostra-prijs voor de restauratie van de paneelschilderingen van Meester Theodoric. In 2023 gingen de gotische kelders open voor publiek, samen met een nieuw bezoekerscentrum. Dit gehele project kostte 164 miljoen kronen.
De regio Midden-Bohemen droeg in november 2024 kasteel Karlstein samen met kasteel Kačina voor om op termijn geplaatst te worden op de Werelderfgoedlijst. De Regionale Raad keurde het verzoek goed waardoor het kasteel nu op de Indicatieve Lijst staat van de Tsjechische overheid. In 2002 was het kasteel al op de 'Indicatieve Lijst' van UNESCO geplaatst.

## Complex

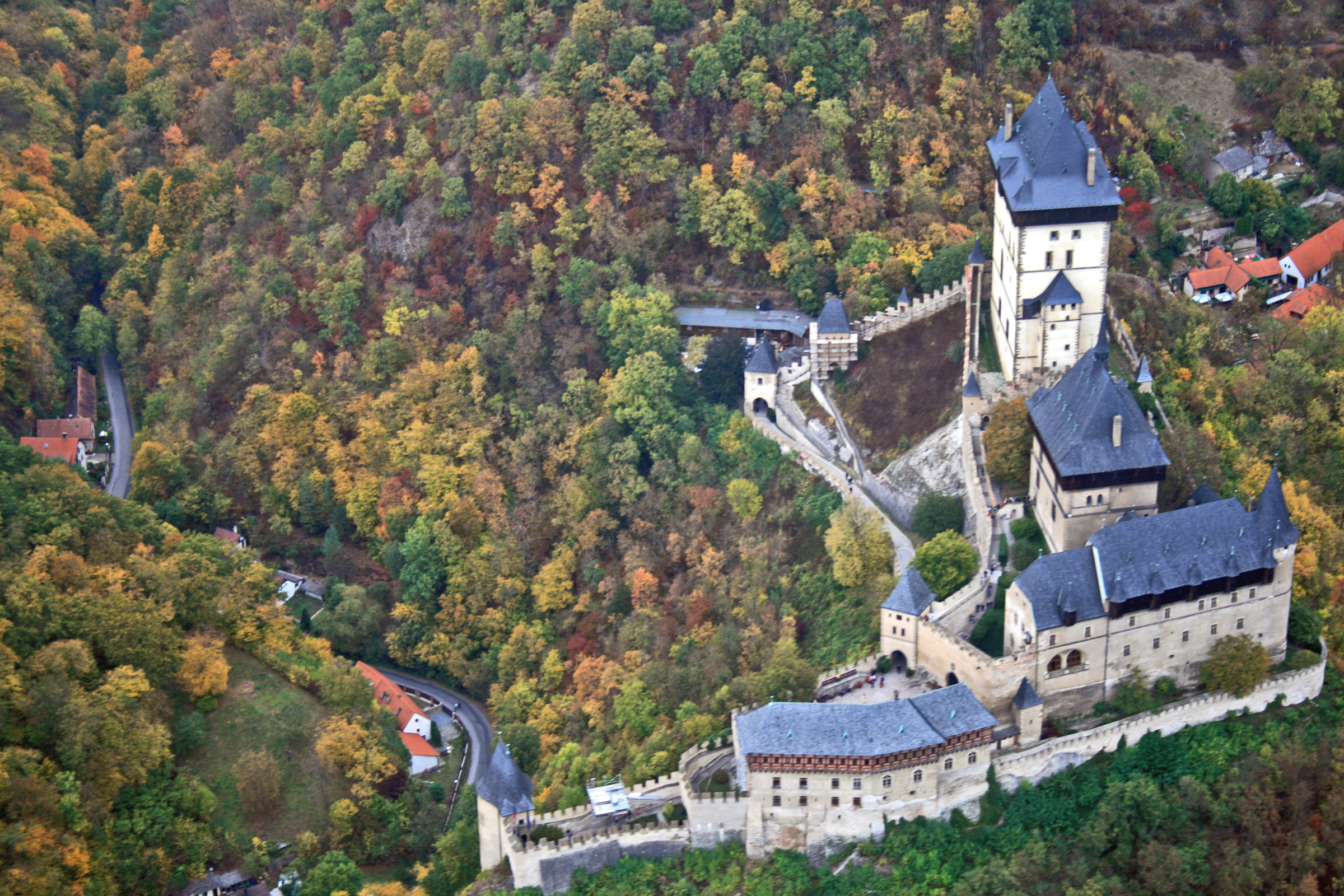
Het complex van Karlstein gezien vanuit de lucht

Karlstein is gelegen op drie naast elkaar gelegen rotsterrassen; dit maakte een gradatie in afzonderlijke delen voor het kasteel mogelijk. Rond het kasteelcomplex loopt een ringmuur die versterkt is met een toren en een bastion. Vlak bij de ingang bevindt zich de waterputtoren. Binnen de muur is een hiërarchische structuur van vier gebouwen gecreëerd, die tot doel heeft de regalia en relikwieën van Karel IV te beschermen. Gezien vanaf de poort zijn dit: het hof van de burggraaf, het keizerlijk paleis, de Mariatoren en de Grote Toren. Door de opdeling in verschillende blokken vertoont de lay-out van Karlstein overeenkomsten met de koninklijke kastelen van de latere Přemysliden. De Rijksburcht Trifels, waar voorheen de keizerlijke regalia werden bewaard, heeft mogelijk model gestaan voor het ontwerp van Karlstein. In dit kasteel huisden de regalia ook in een vierkante toren die twee vierpuntige kluizen kende.

### Waterputtoren

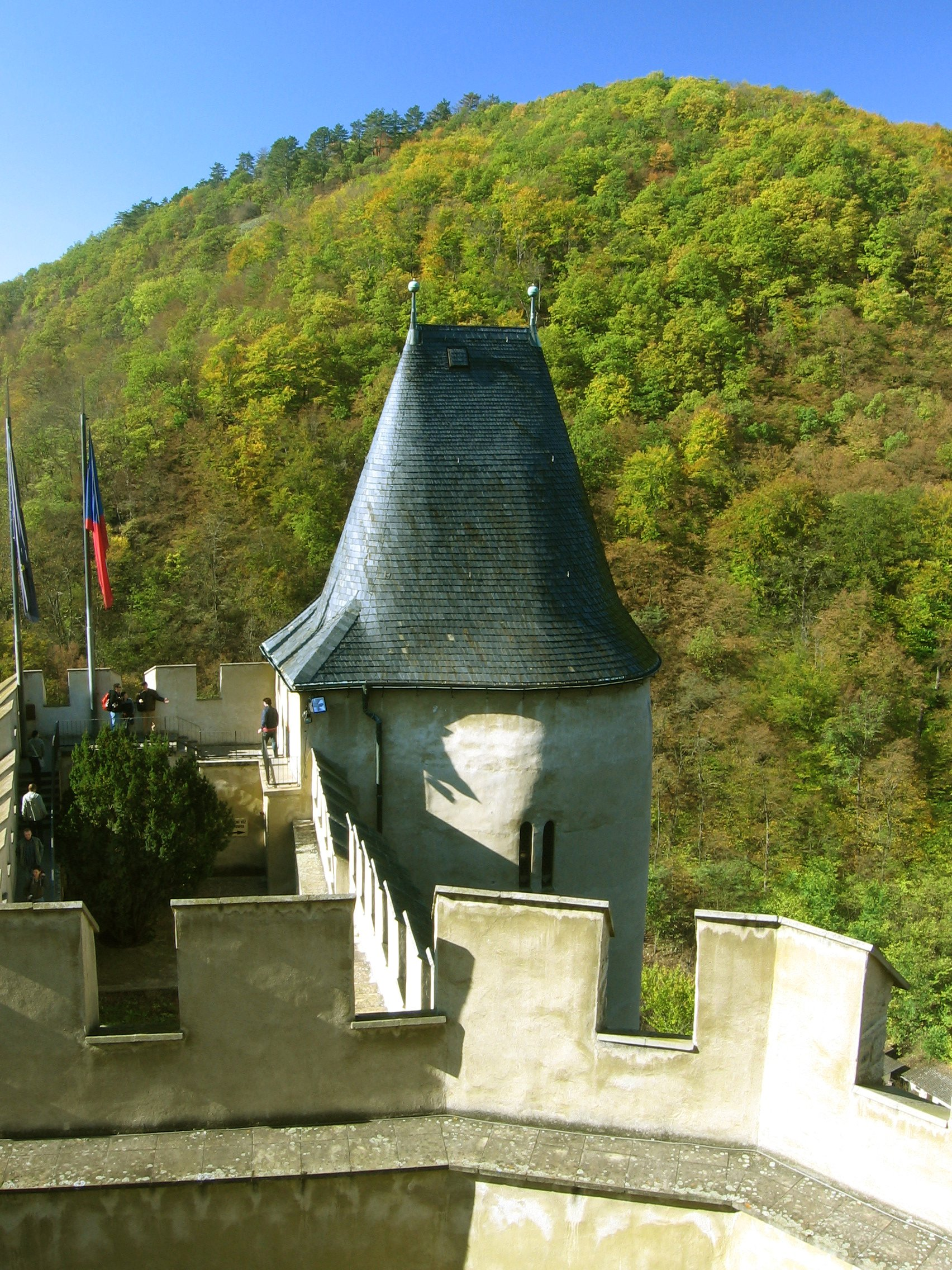
De Waterputtoren

Aan het westelijkste punt van het kasteel is de Waterputtoren te vinden. Tijdens de bouw van het kasteel groeven mijnwerkers uit Kutná Hora naar een waterbron, maar troffen deze niet aan. Daarom werd besloten vanaf de gegraven schacht een tunnel te graven die zou uitkomen op een nabijgelegen beek. Op deze manier voedde de put zich met water uit de beek. Dat moest geheim gehouden worden voor eventuele belegeraars en het verhaal gaat rond dat Karel IV mogelijk de mijnwerkers heeft laten executeren. De put is ongeveer 80 meter diep.

### Hof van de burggraaf
De kern van het gebouw van de burggraven van Karlstein is laatgotisch en dateert uit de zestiende eeuw. Het westelijk deel van het hof is neogotische nieuwbouw uit de negentiende eeuw en is ontworpen door Josef Mocker. Het oorspronkelijke gebouw uit de tijd van Karel IV is in 1894 bijna geheel gesloopt. Bij de renovatie van 2018-2023 kwam er een bezoekerscentrum in het oostelijk deel van het hof. Daarnaast voorzag deze renovatie het kasteel van een paar tentoonstellingsruimtes in de kelder van het hof.

### Keizerlijk paleis
Op de begane grond van het keizerlijk paleis bevonden zich vroeger de stallen en daarboven lagen de kamers van het gevolg van de keizer. Hier maakte ook de tweeschepige ridderzaal met een cassetteplafond deel vanuit. Op de bovenste etage lagen de privévertrekken van Karel IV. De ontvangstzaal heeft nog originele zitbanken in de vensternissen.
Op de muren van het keizerlijk paleis kwamen in de periode 1356-1357 fresco's met portretten van de Luxemburgse en Brabantse voorouders van Karel IV tot stand. Deze genealogische lijn bevatte ook veronderstelde voorouders, vanaf Noach, de Trojanen en Karel de Grote. Een belangrijke bron voor de totstandkoming van de Luxemburggenealogie was de Korte rijmkronijk van Braband van Jan van Boendale. Begin zestiende eeuw verdwenen deze schilderingen en ze zijn nu alleen nog te beoordelen met behulp van laat zestiende-eeuwse kopieën. Een onbekende Franco-Vlaamse Meester maakte deze fresco's.

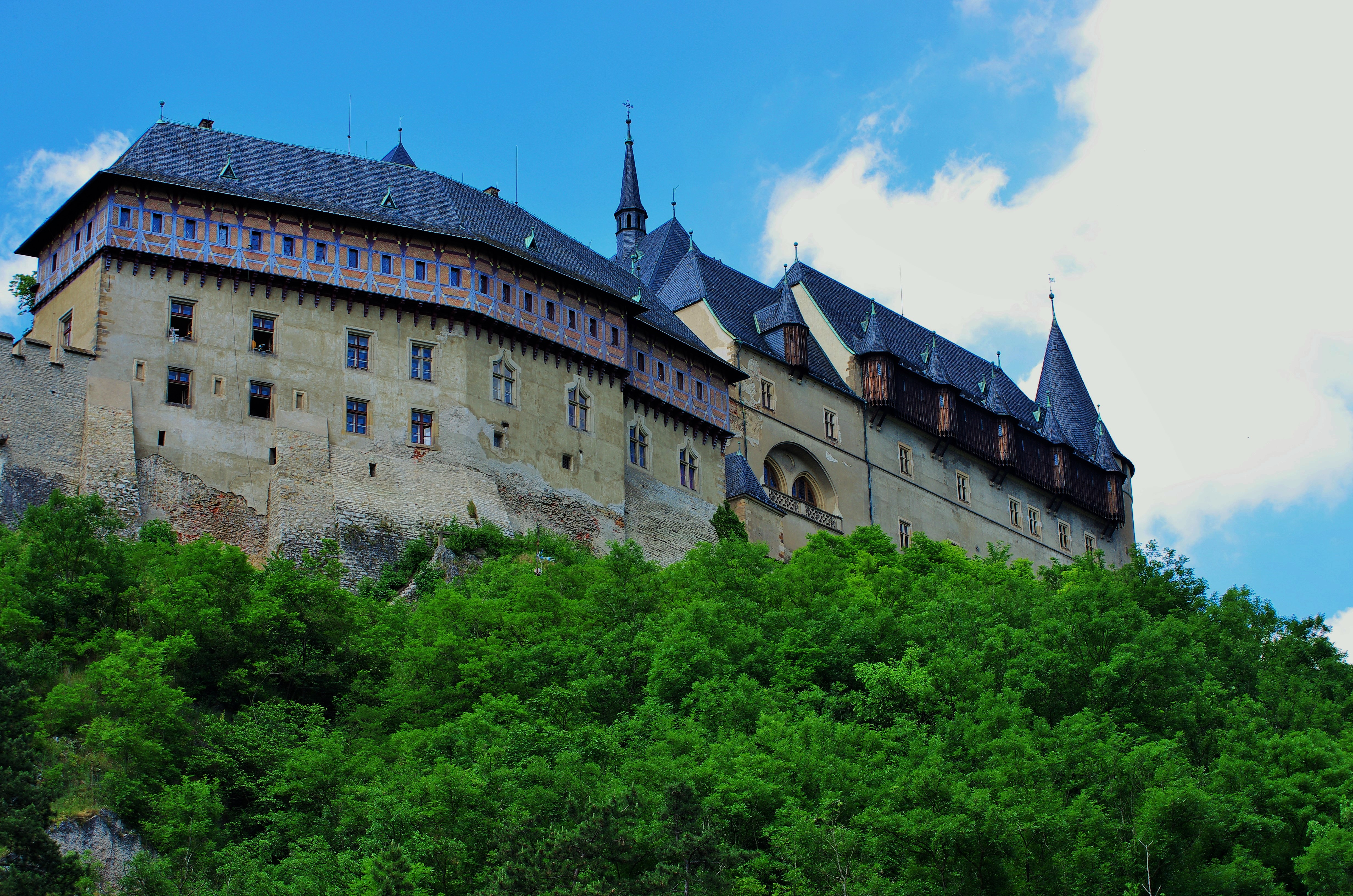
Het hof van de burggraaf (links) en het keizerlijk paleis (rechts) van buitenaf gezien
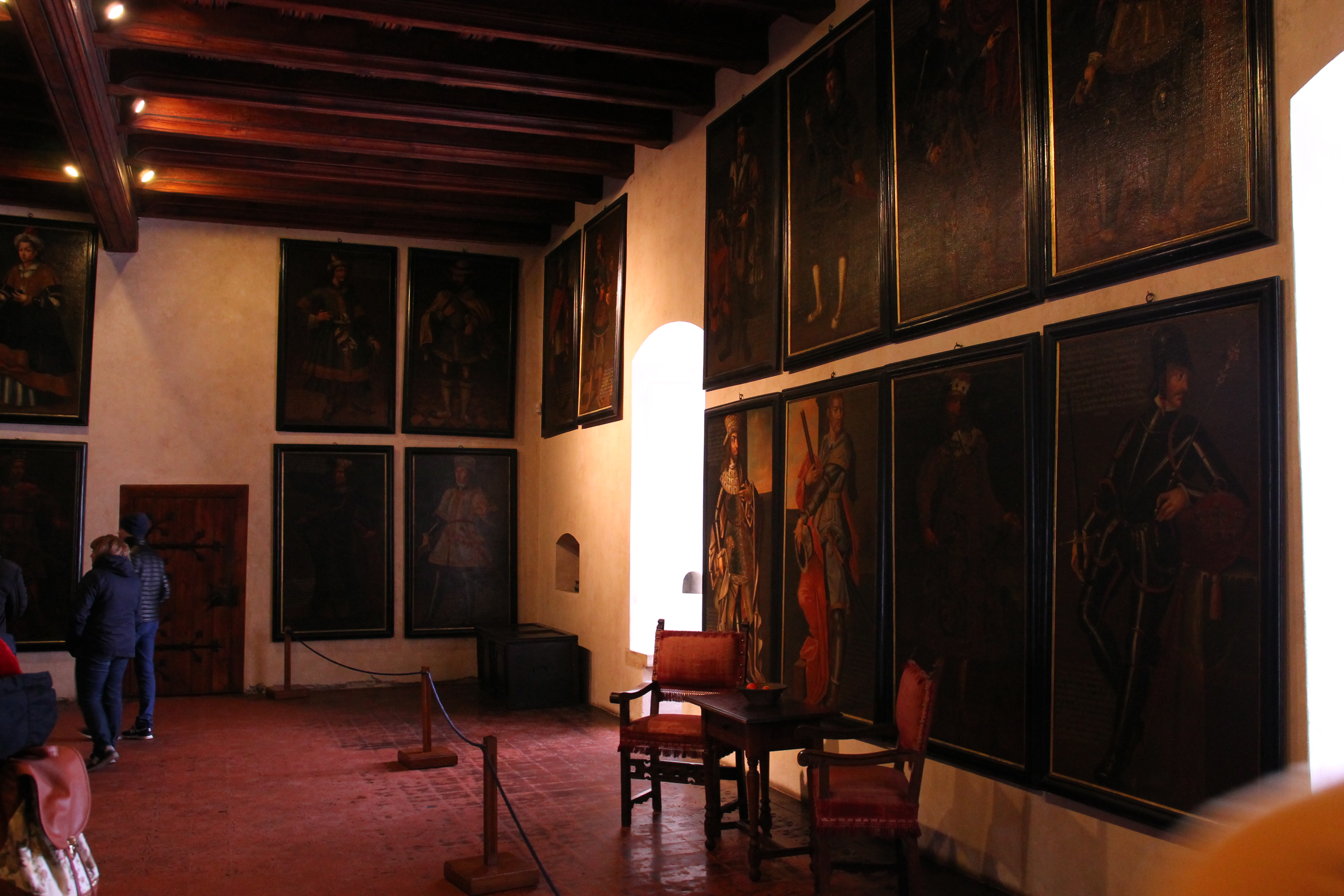
Interieur van de keizerlijke vertrekken (2019)
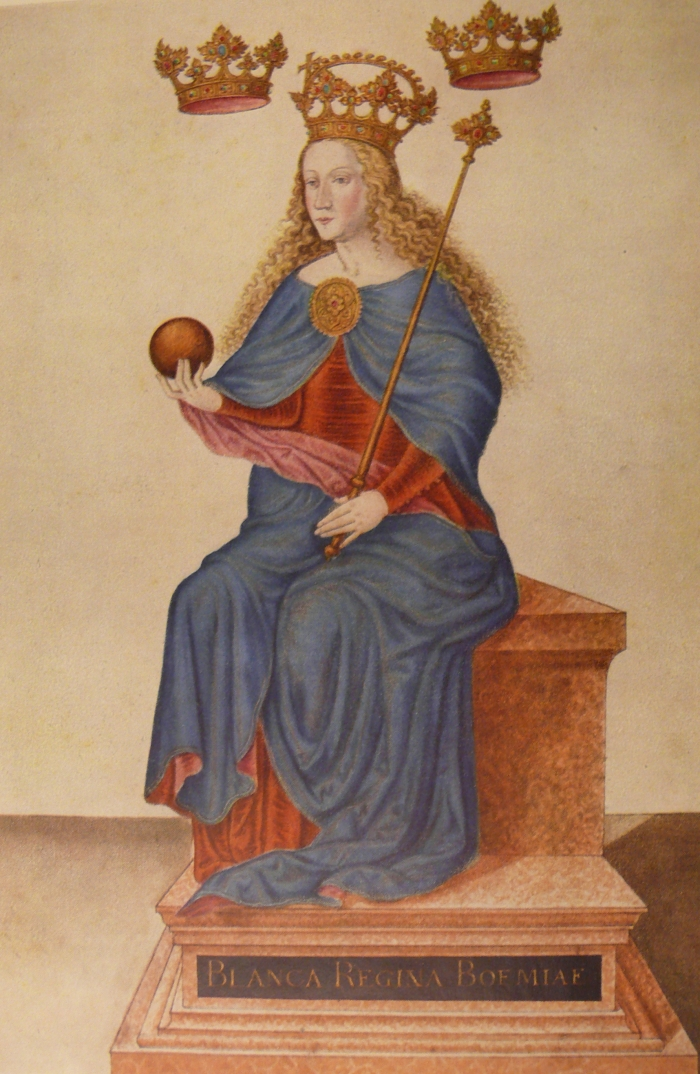
Zestiende-eeuws kopie van het portret van Blanca van Valois, ooit in het kasteel te zien

### Mariatoren
De Mariatoren staat op het middelste niveau van het complex. In de drie verdiepingen hoge Mariatoren bevindt zich de kapel van de Maagd Maria; hieraan dankt de toren zijn naam. In deze kapel bevinden zich fresco's uit het boek van de Openbaringen en van Karel IV die de relikwieën ontvangt van de koning van Hongarije. In deze toren bevindt zich ook de Catharinakapel waarin Karel IV zich dagenlang kon opsluiten. Deze kapel is voorzien van fresco's in Sienese stijl, die omstreeks 1360 zijn aangebracht. De schilderingen van de Kruisiging boven het altaar van de kapel worden toegeschreven aan de uit Straatsburg afkomstige Nicolaas Wurmser, die tussen 1357 en 1360 werkte in Karlstein. Hij vervaardigde ook fresco's in de Mariakapel, zoals het vroegst bekende portret van Karel IV met zijn vrouw Anna van Schweidnitz.

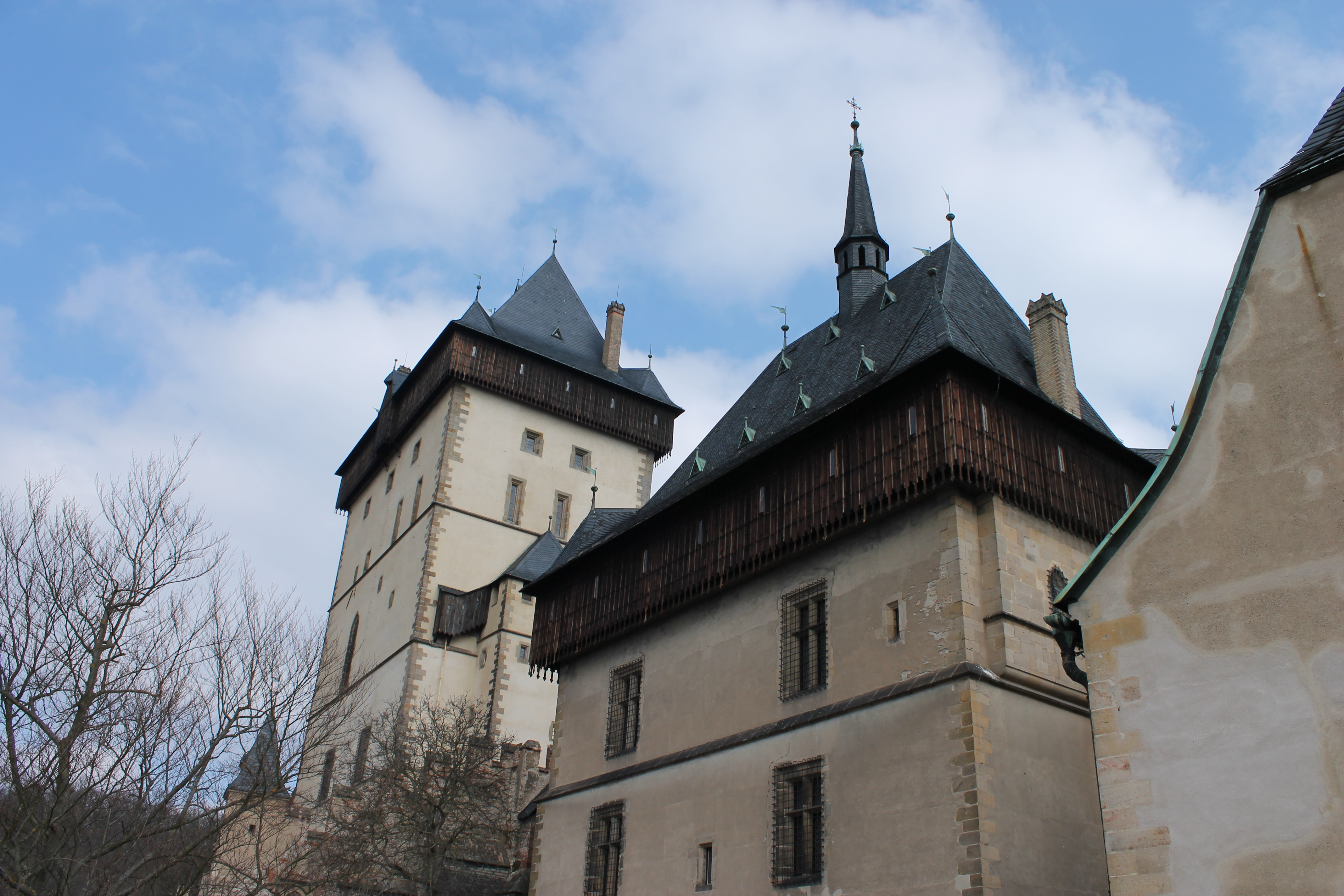
Karlstein met in het midden de Mariatoren
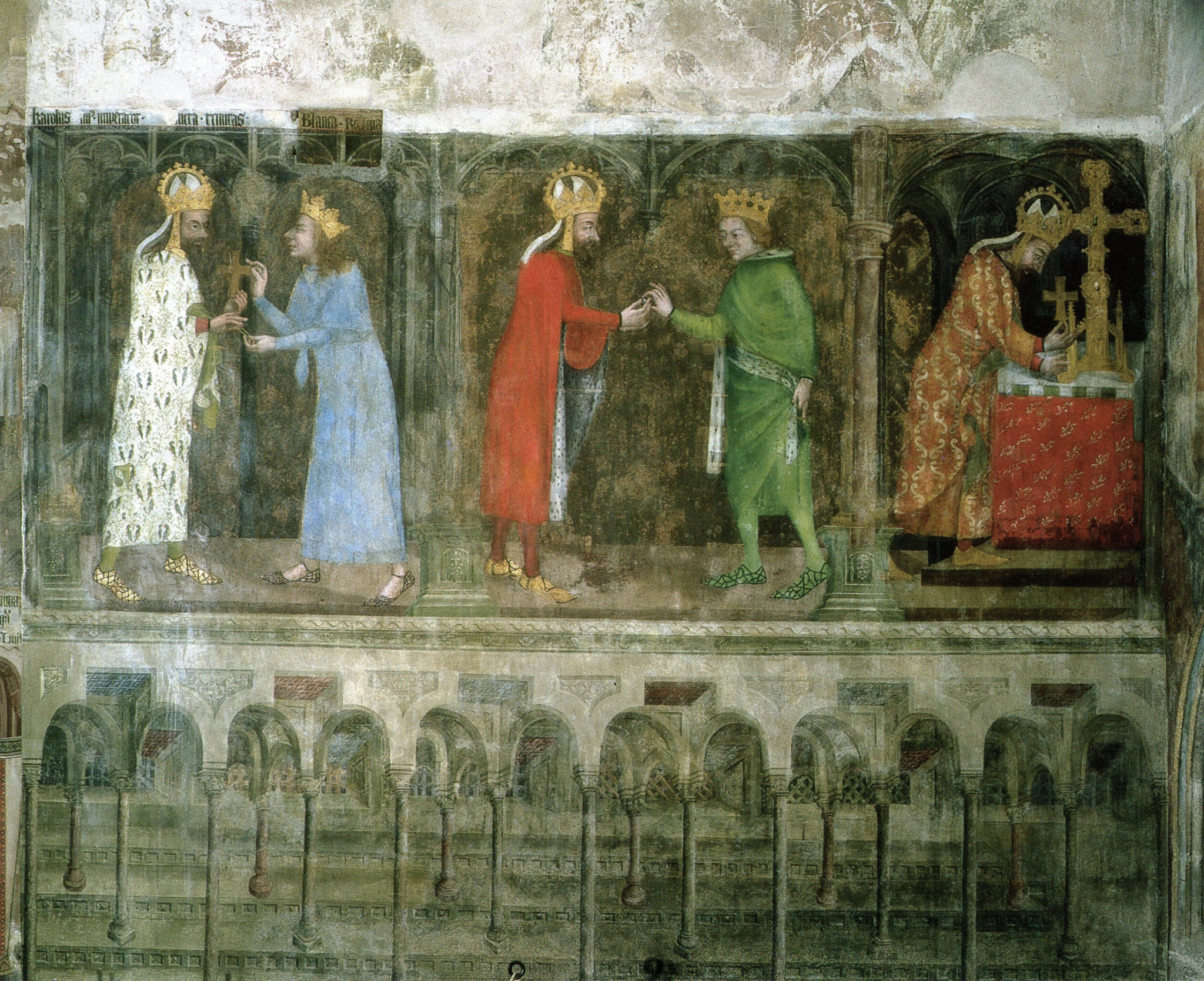
Fresco's van Karel IV die de relikwieën ontvangt
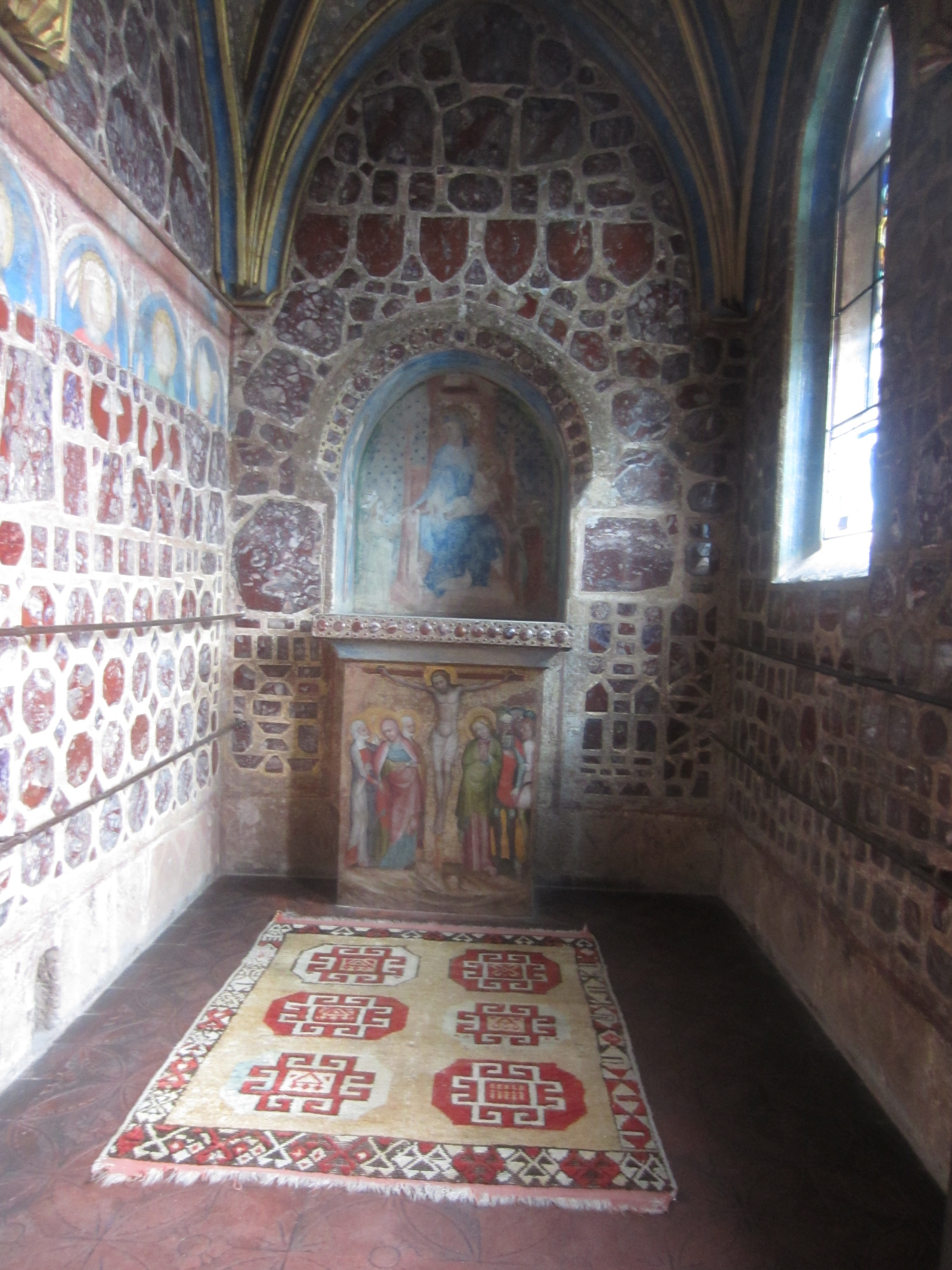
Interieur van de Catharinakapel
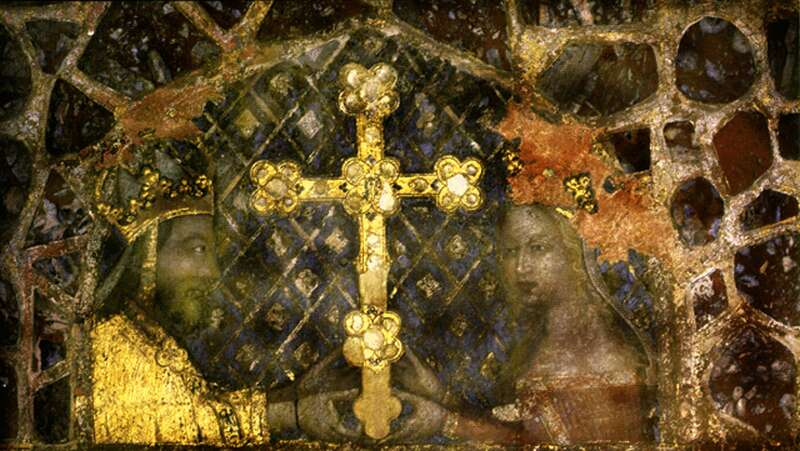
Duoportret van Karel IV en Anna van Schweidnitz

### Grote toren
Een houten brug verbindt de Mariatoren met de Grote Toren. Deze toren is bijna 37 meter hoog en de muren zijn ruim zes meter dik. Met zijn vijf verdiepingen domineert de toren het hele kasteel en het dorp. Boven de Keizerszaal is de Heilige Kruiskapel te vinden met de relikwieën van het Ware Kruis, de Heilige Lans en de Doornenkroon. De oorspronkelijke ingang van de kapel vanaf het noorden vervingen de bouwers door een trap in de nieuw toegevoegde toren vanaf het zuiden. Nadat het metselwerk was opgedroogd kregen ook de muren langs de trap decoratie. Afbeeldingen uit het leven van Wenceslaus de Heilige kregen op de buitenmuur van de trap een plek en leiden van beneden naar boven. Afbeeldingen uit de legende van de heilige Ludmilla van Bohemen kwamen op de binnenmuur van de trap terecht en leiden van boven naar beneden. Deze lay-out van tegengestelde richtingen kan geïnspireerd zijn op de Jakobsladder.
Een verguld traliewerk scheidt in de Heilige Kruiskapel twee gewelfde ruimtes in een schip en een koor. De kapel is bekleed met 2450 edelstenen en 129 paneelschilderingen uit de periode 1360-1364 en wordt bekroond door een verguld stucwerkgewelf, verfraaid met Venetiaanse glazen sterren om een "hemels Jeruzalem" te creëren. Achter de Kruisiging bevinden zich twee nissen waar de kroonjuwelen en relieken werden bewaard.
Meester Theodoric bedacht vermoedelijk het concept van de kapel omstreeks 1360. Met zijn werkplaats bereidde hij de houten panelen voor en voerde hij de onderlagen uit. De uitvoering in verf van ongeveer de dertig belangrijkste portretten reserveerde hij voor zichzelf, waaronder de centrale Kruisiging, de evangelisten, de meeste apostelen, beschermheiligen van Bohemen en Karel de Grote. Waarschijnlijk waren drie Praagse schilders verantwoordelijk voor het schilderen van de overige portretten. Ze voltooiden de schilderingen in het najaar van 1364, op tijd voor de consecratie van de kapel op 13 februari 1365.
De kapel behoort tot een traditie van buitengewoon gedecoreerde reliekenkapellen, zoals het Sancta Sanctorum in Rome en de Sainte-Chapelle in Parijs. De decoraties in de Heilige Kruiskapel hebben onder meer tot doel om het rijk van Karel IV te vergelijken met het koninkrijk van God dat alleen aan heiligen was voorbehouden. De kapel diende zo als een monument voor het huis Luxemburg, dat zijn macht binnen het rijk legitimeerde en Karel IV verheerlijkte als een wijze en vrome vorst. De kunstcollectie van de kapel behoort dan ook tot een van de hoogtepunten van middeleeuws kunstenaarschap.

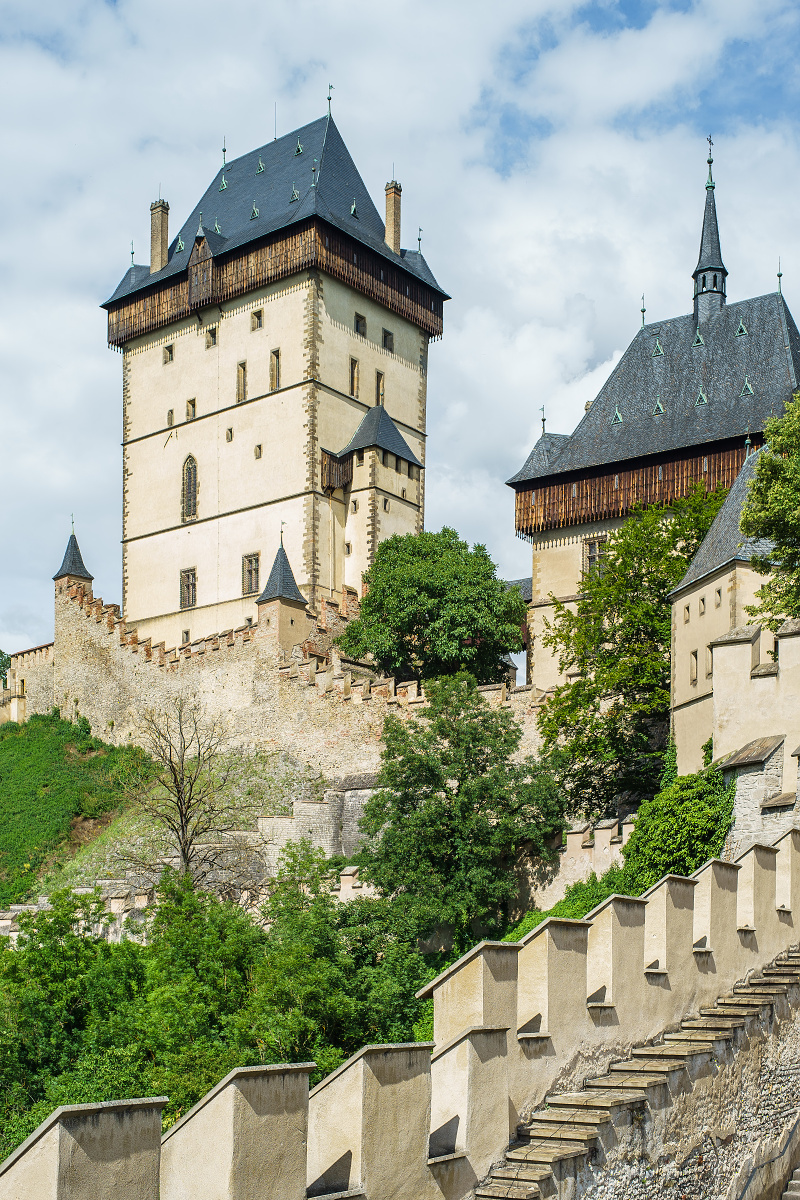
De grote toren (links)
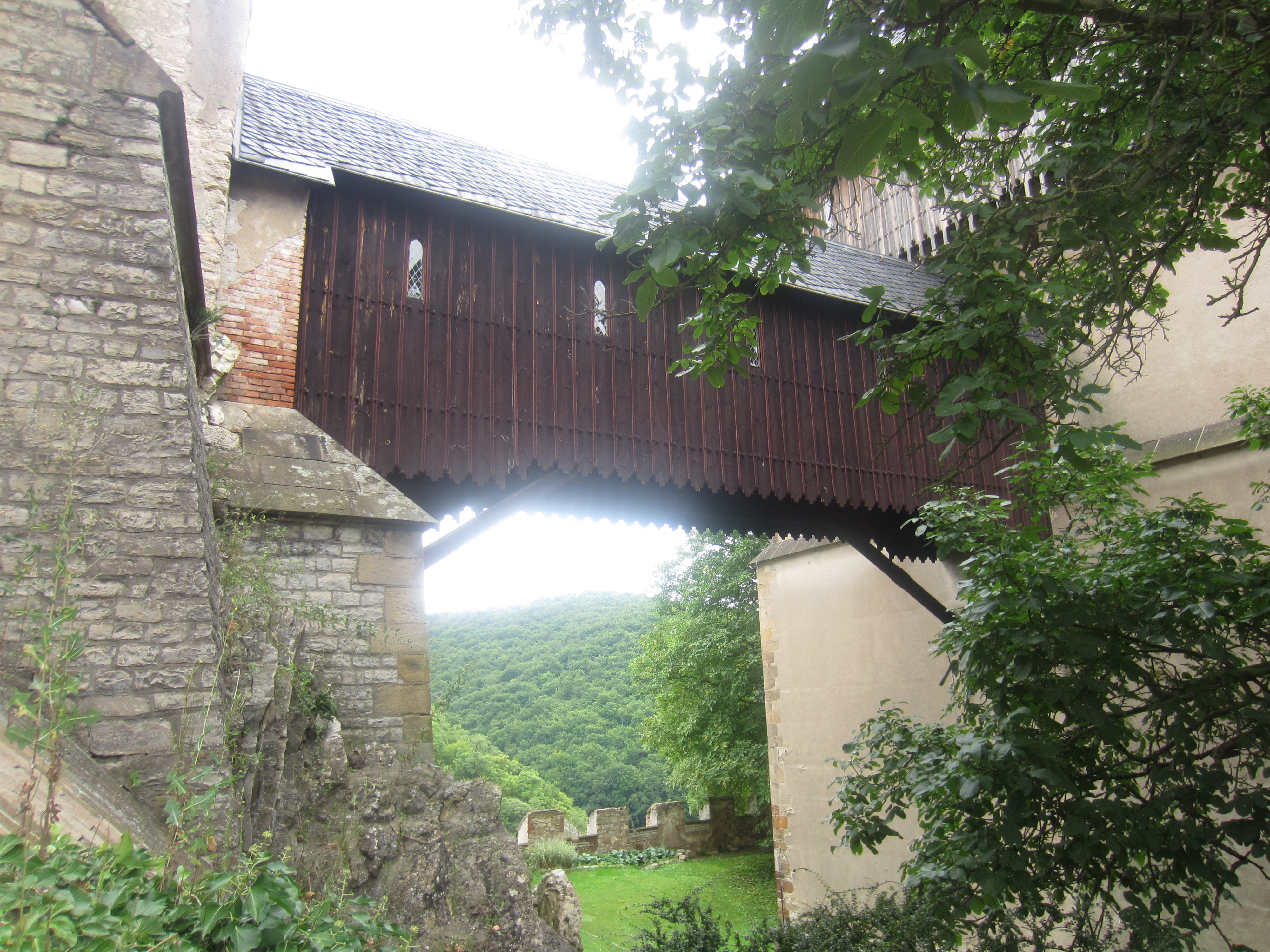
De brug tussen de twee torens
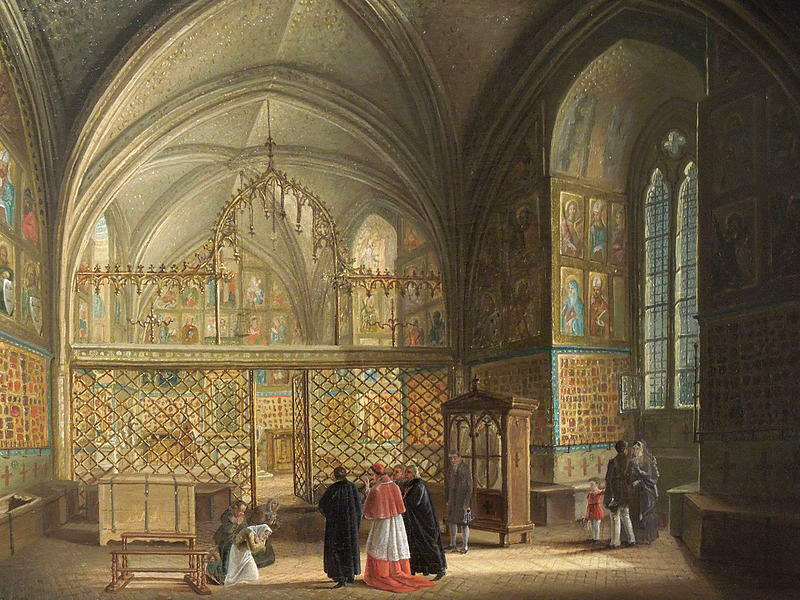
De Heilige Kruiskapel, geschilderd door Ludvík Kohl (1820).
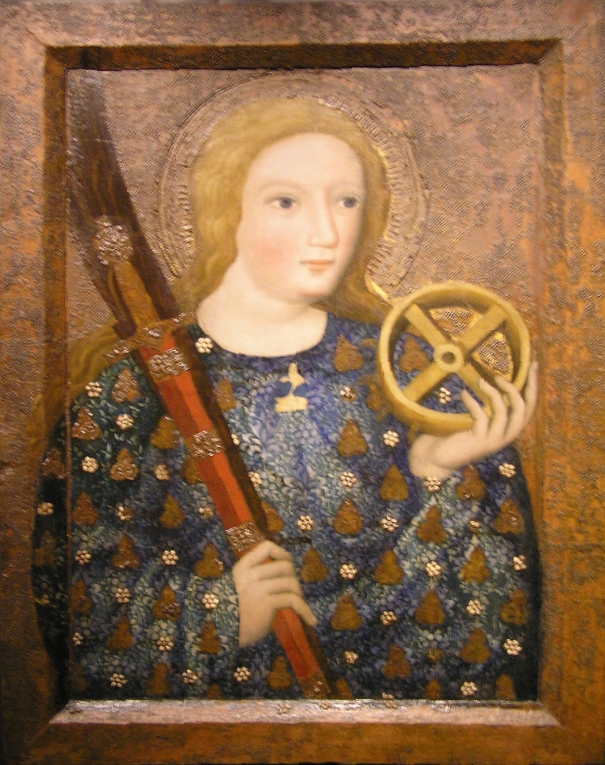
Portret van Catharina van Alexandrië in de kapel, geschilderd door Meester Theodoric

## In populaire cultuur
In 1974 verscheen de Tsjechische musicalfilm Noc na Karlštejně en de film was ook opgenomen in en rondom het kasteel.